# Плечник, Йоже
Йоже Пле́чник (словен. Jože Plečnik, чеш. Josip Plečnik, 23 января 1872, Любляна — 7 января 1957, Любляна) — словенский архитектор и градостроитель, принявший значительное участие в формировании облика нынешней Любляны, а также Праги, один из архитекторов обновлённого Пражского Града. Ученик Отто Вагнера, один из пионеров конструктивизма.

## Биография
Йоже Плечник родился в Любляне, столице Словении в 1872 году. Он был третьим из четырёх сыновей в семье Андрея и Гелены Плечников. Отец был проектировщиком мебели готовил к этому своего сына. После неудачного первого года Йоже бросил среднюю школу. Отец взял его учеником в столярную мастерскую. Позднее, с 1888 года, благодаря региональной стипендии юноша продолжил образование в Государственной школе ремёсел в Граце. Закончил обучение по специальности «конструктор мебели». Важную роль сыграло его знакомство со студентами-строителями, благодаря чему он освоил чертёжное дело и был принят чертёжником в мастерскую Леопольда Тейера (Leopold Theyer).
Неожиданно умер отец. Мать и старший брат решили, что Йоже слишком молод, чтобы принять семейную мастерскую. В результате он уехал в Вену, где два года работал в проектном бюро Мюллера, ученика Тейера. В столице Австрии Плечник посещал художественные выставки и мастерские. В 1893 году он попытался поступить в школу при Музее прикладного искусства (Museum für angewandte Kunst), но не был принят. В 1894 году он посетил «Международную и колониальную выставку», после чего решил стать архитектором.
В 1894 году Плечник без архитектурного образования пришёл к знаменитому венскому архитектору Отто Вагнеру, чтобы стать его учеником. Первое задание на проект жилого дома оказалось для него слишком сложным, и он почти отчаялся, но не бросил это занятие. Вагнер заметил его незаурядный талант рисовальщика и принял юного ученика в свою магистерскую школу несмотря на отсутствие профессиональных знаний. Практическая работа в проектной мастерской позволила ему восполнить недостающее образование в течение года. После этого молодой человек продолжил обучение на дневном архитектурном отделении Венской академии изобразительных искусств, которую он закончил в установленные три года в 1898 году. Он получил Римскую премию в качестве награды за отличную диссертацию о голландском курорте Схевенинген. Это позволило ему совершить семимесячную учебную поездку по Италии, в Венецию и Рим, и короткий визит во Францию, в Париж, в мае—июне 1899 года.
В 1895 году город Любляна перенёс землетрясение и многие архитектурные сооружения было необходимо возвести заново. Но молодой Плечник ещё не был известным и достаточно востребованным. Из-за отсутствия заказов осенью 1899 года он уехал обратно в Вену к Отто Вагнеру. В частной мастерской Вагнера Йоже Плечник быстро освоил методику технических расчётов. Вагнеру в то время требовались помощники для проектирования и строительства станций надземной городской железной дороги: Венского штадтбана (Stadtbahn), соединившего центр Вены с окрестностями (1894—1901). Плечник сам выполнял многие чертежи. Они представлены в публикации «Einige Skizzen, Projekte und ausgeführte Bauwerke». Однако в венском бюро Вагнера молодой архитектор работал недолго. После итальянского путешествия архитектура Вены стала казаться ему бедной, а работа в ателье недостаточно интересной. Он начал совместный проект с сыном Вагнера, тоже архитектором, Отто Вагнером Младшим, но работа не заладилась и в 1900 году Плечник ушёл из ателье.
В 1901 году Йоже Плечник открыл в Вене собственную архитектурную мастерскую. Он умел проектировать жилые дома и все элементы оформления интерьера. Он приобрёл известность, проектируя мебель и устраивая выставки своей продукции. В 1905 году Плечник организовал выставку церковного искусства и пригласил монастырских художников из соседнего монастыря в Бероне. Йоже Плечник с юности был глубоко религиозен, он был убеждён в необходимости вернуться к первоначальному, демократическому христианству. С этой идеей он проектировал Церковь Святого Духа в Вене (1908—1913) — одно из первых сакральных зданий в Европе, полностью построенное из железобетона. Архитектор также сам разработал оформление интерьера. Эта работа сделала Плечника одним из пионеров современной сакральной архитектуры в Европе.
В 1911 году Йоже Плечник принял приглашение стать профессором Школы искусств и ремёсел в Праге (Umělecko-průmyslová škola v Praze). Он жил в чешской столице в годы Первой мировой войны. После основания в 1921 году Люблянской архитектурной школы Плечник стал одним из организаторов архитектурного факультета и перешёл преподавать архитектуру в Люблянский университет. Плечник оставался в Любляне до самой смерти, и именно там его влияние как архитектора наиболее заметно.
Первый президент Чехословакии в 1918—1935 годах Томаш Масарик пригласил Плечника реконструировать Пражский Град, для превращения его в правительственную резиденцию. Главным памятником пребывания архитектора в Праге осталась построенная по его проекту церковь Сердца Господня на Виноградах, интерьер которой был также выполнен согласно его разработкам.
В 1938 году Плечник стал членом Словенской академии наук и искусств. Он был избран почётным гражданином города Любляны, получил награду «За заслуги перед нацией», премию Прешерна, а также был удостоен звания почётного доктора Технического университета в Вене и Любляне (1952). Его почитали студенты и уважали политики. После Второй мировой войны Плечник составлял планы реконструкции разрушенных церквей, сооружения памятников павшим воинам. В дальнейшем проектировал многие постройки в таких городах, как Вена, Прага, Братислава. Принимал участие в градостроительном преобразовании Любляны.
Он умер 7 января 1957 года в своем доме в Трнове, Любляна. Похоронен в семейной могиле в Жале, которую проектировал сам. Первую посмертную выставку его работ в Национальной галерее подготовил искусствовед Лойзе Гостиша. Затем последовали другие выставки в разных странах вплоть до большой монографической презентации в Центре Жоржа Помпиду в Париже в 1986 году и в Праге в 1996 году. Пражскую выставку открывали Вацлав Гавел и Милан Кучан. В 2017 году президент Чехии М. Земан посмертно наградил Плечника орденом Томаша Г. Масарика. Изделия прикладного искусства работы Плечника, прежде всего церковные сосуды, в 2019 году экспонировались в Музее Ватикана. Строения Плечника в Праге и Вене входят в список городских центров ЮНЕСКО. Особенно выделяется «Любляна Плечника», которая с середины 2021 года находится в престижном списке всемирного наследия ЮНЕСКО.

## Творческий метод и стиль
Плечник был одним из создателей словенской архитектурной школы XX века. который оказал большое влияние на современную архитектуру Вены, Праги и Любляны, столицы Словении. Здания Словенской национальной и университетской библиотек, а также набережные и мосты вдоль реки Любляницы, здания Центрального рынка Любляны, Люблянское кладбище, парки, площади известны в истории европейской архитектуры. Его архитектурное наследие в Любляне сравнивают с тем, что оставил Антонио Гауди в Барселоне.
Плечнику было близко наследие славянского народного творчества, а «явный поворот к использованию народных мотивов у него наметился с 1911 года». Многие «вагнерианцы» занимались прикладным искусством и оформлением жилых интерьеров, например, другой ученик Вагнера, чешский архитектор Ян Котера, но стремление к национальному своеобразию сильнее всего было выражено в ранних работах Йоже Плечника. «Венские художники дали миру свой региональный вариант искусства модерна, мало похожий на стилистику франко-бельгийского ар-нуво», в том числе благодаря влиянию традиций народного искусства.
К концу первого десятилетия XX века Плечник окончательно отошёл от стиля «модерн», так как уже после поездки в Италию начал разрабатывать иной архитектурный язык со стилевыми чертами модернизма и классицистических теорий Готфрида Земпера. В новом переходном стиле он создал несколько проектов частных вилл.
Его Церковь Святого Духа 1910—1913 годов (Heilig-Geist-Kirche) примечательна новаторским использованием монолитного бетона как в конструктивном качестве, так и в эстетике внешней поверхности, а также абстрагированным языком геометрических форм. Эта постройка вызвала различные реакции, в основном критические.
Помимо Любляны, Плечник работал в Вене, Белграде и на Пражском Граде. Поэтому его индивидуальный стиль складывался под влиянием архитектурных проектов Венского Сецессиона. Он эволюционировал от национальной романтики к функционализму, а затем к конструктивизму .

## Галерея

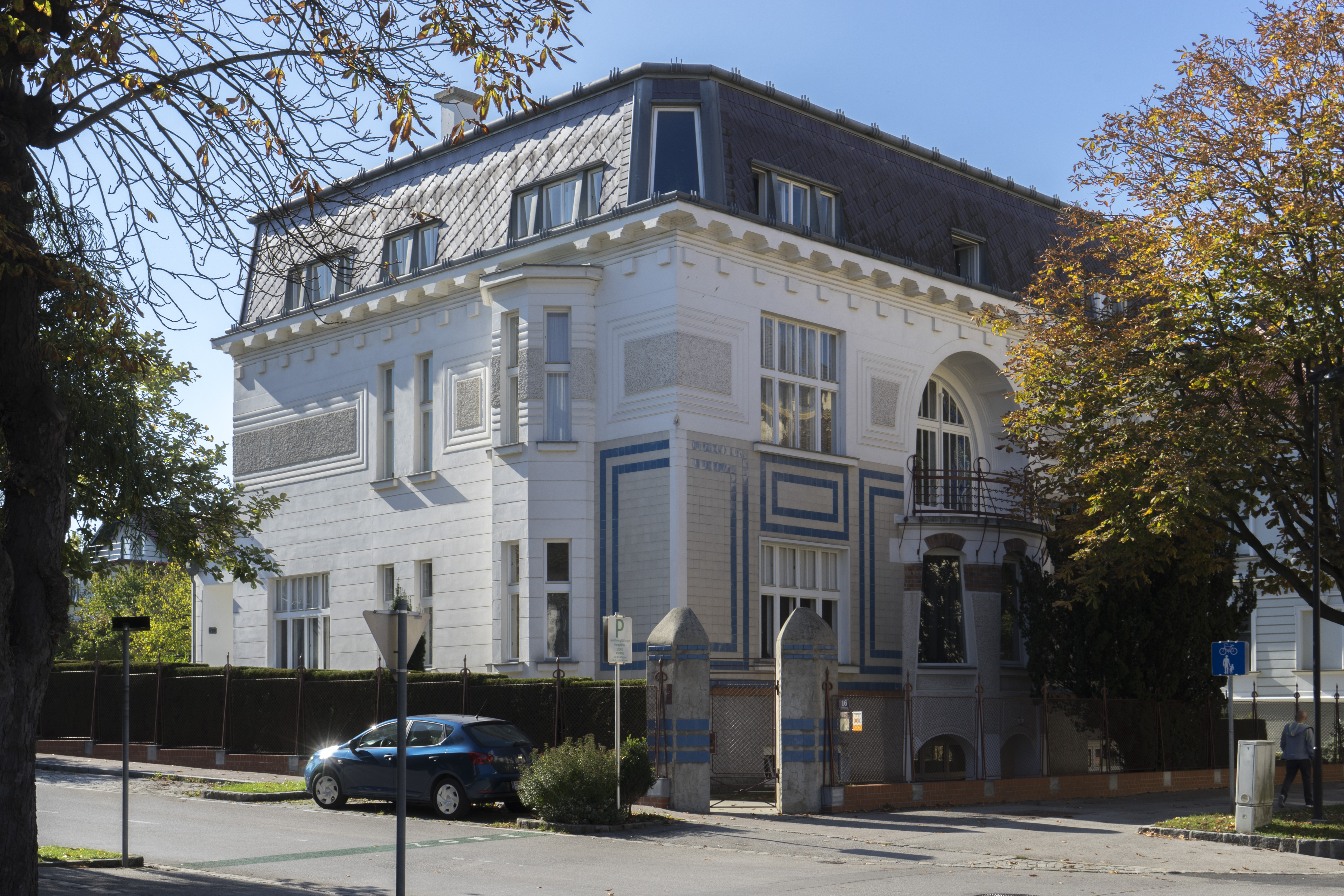
Вилла Лоос. 1901. Мельк
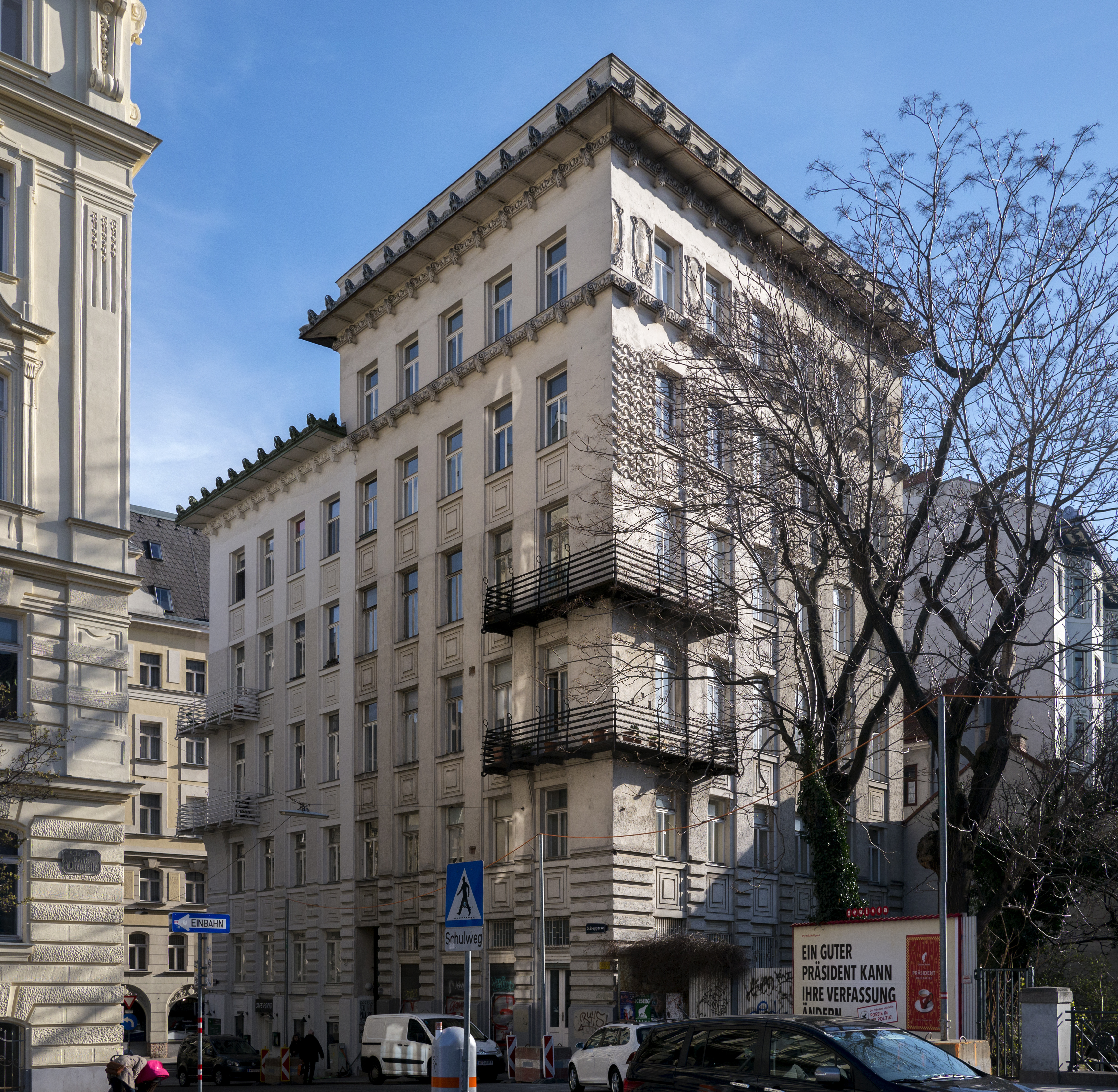
Дом Лангера. 1902. Вена
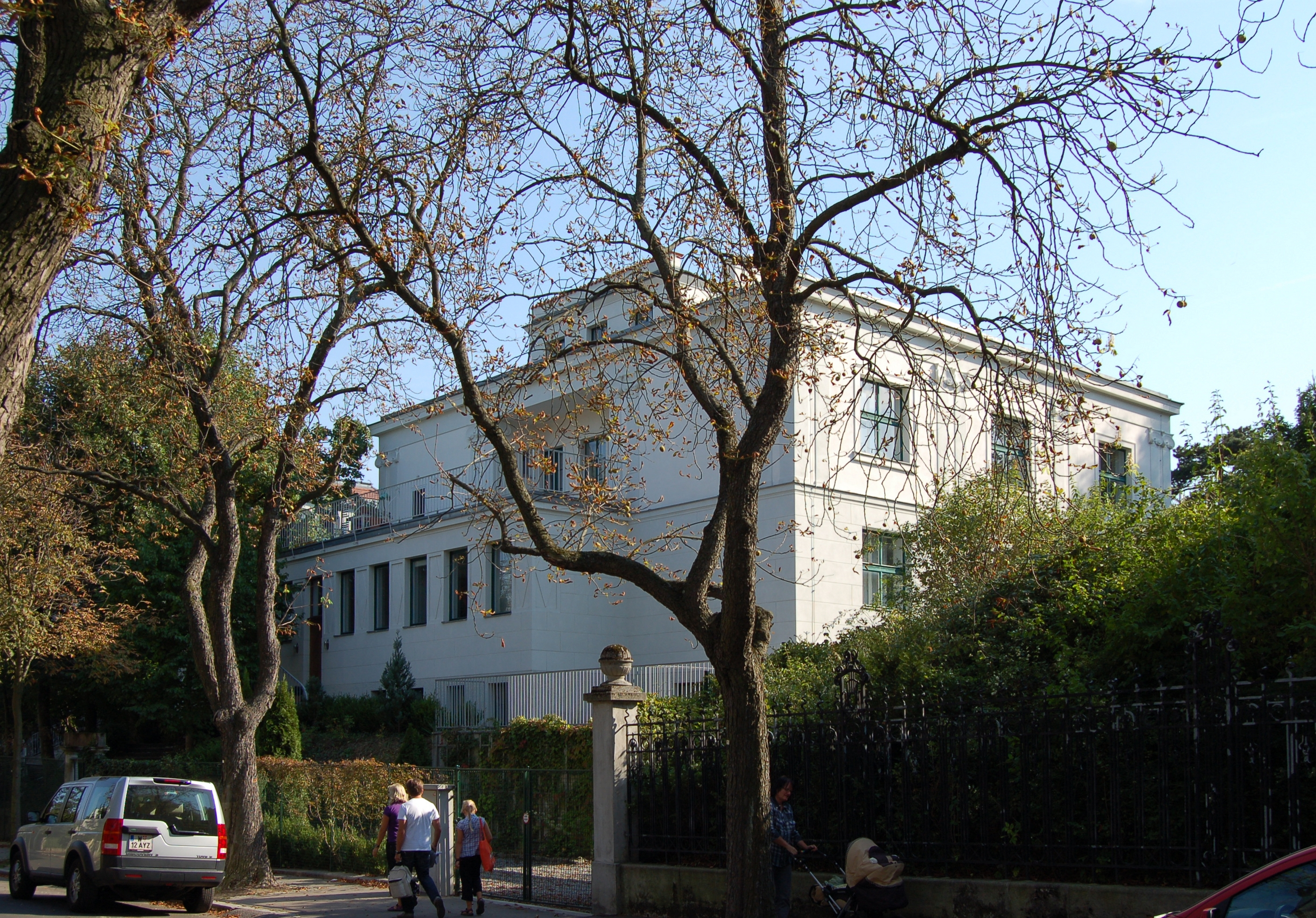
Вилла Грассбергер. 1908.
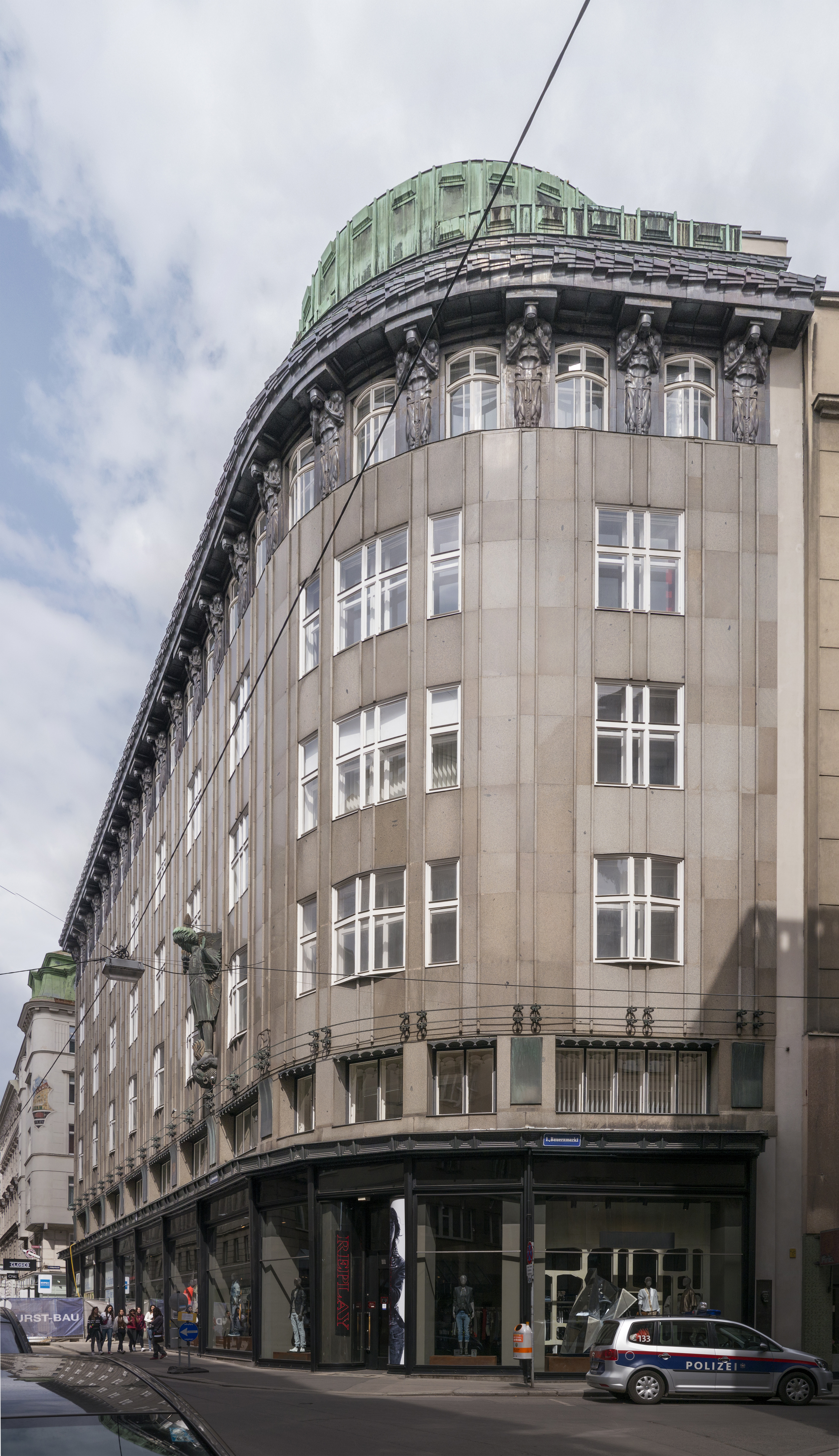
Захерлхаус. 1903—1905. Вена
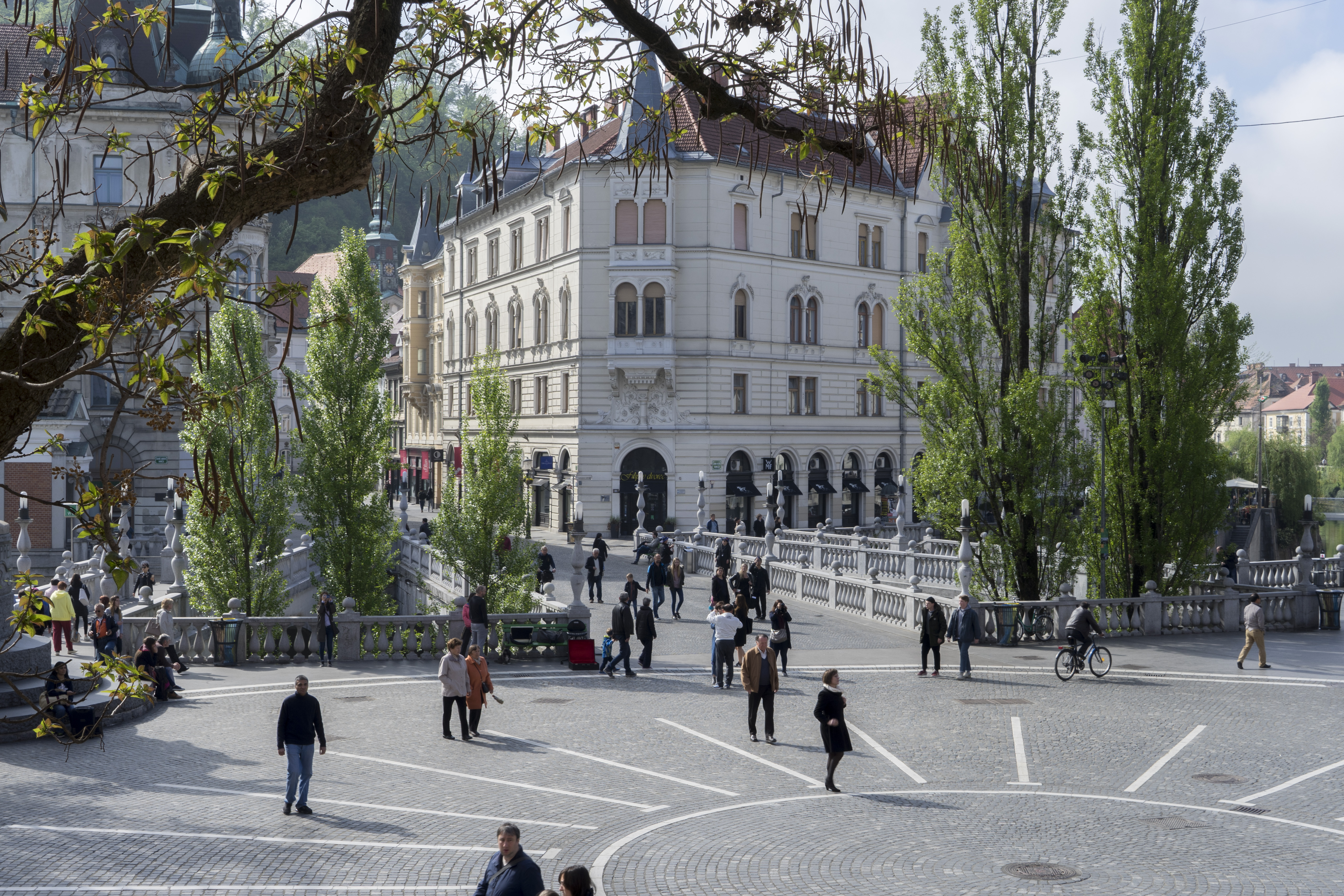
Тройной мост в Любляне. 1931
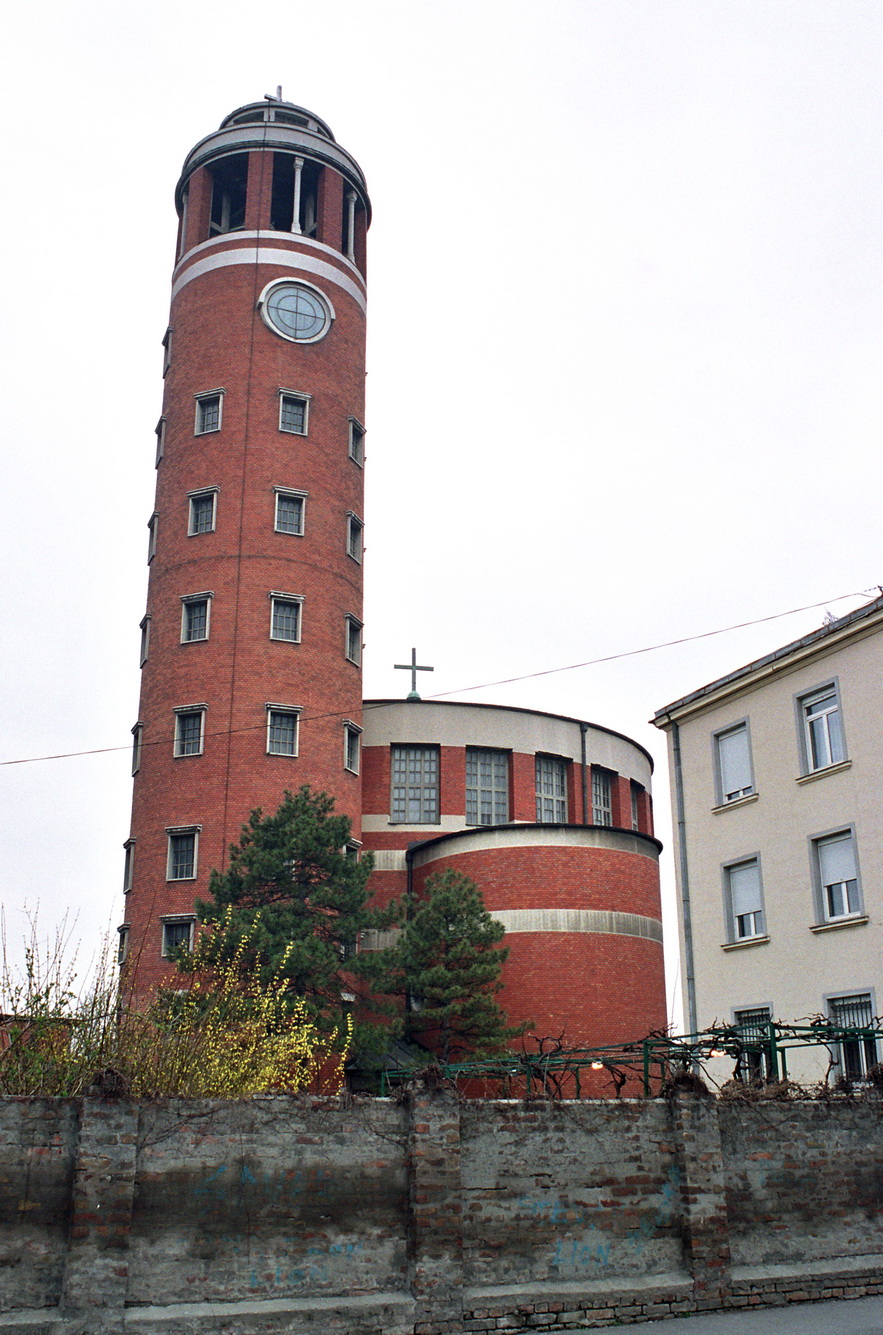
Церковь Святого Антония Падуанского. 1932. Белград
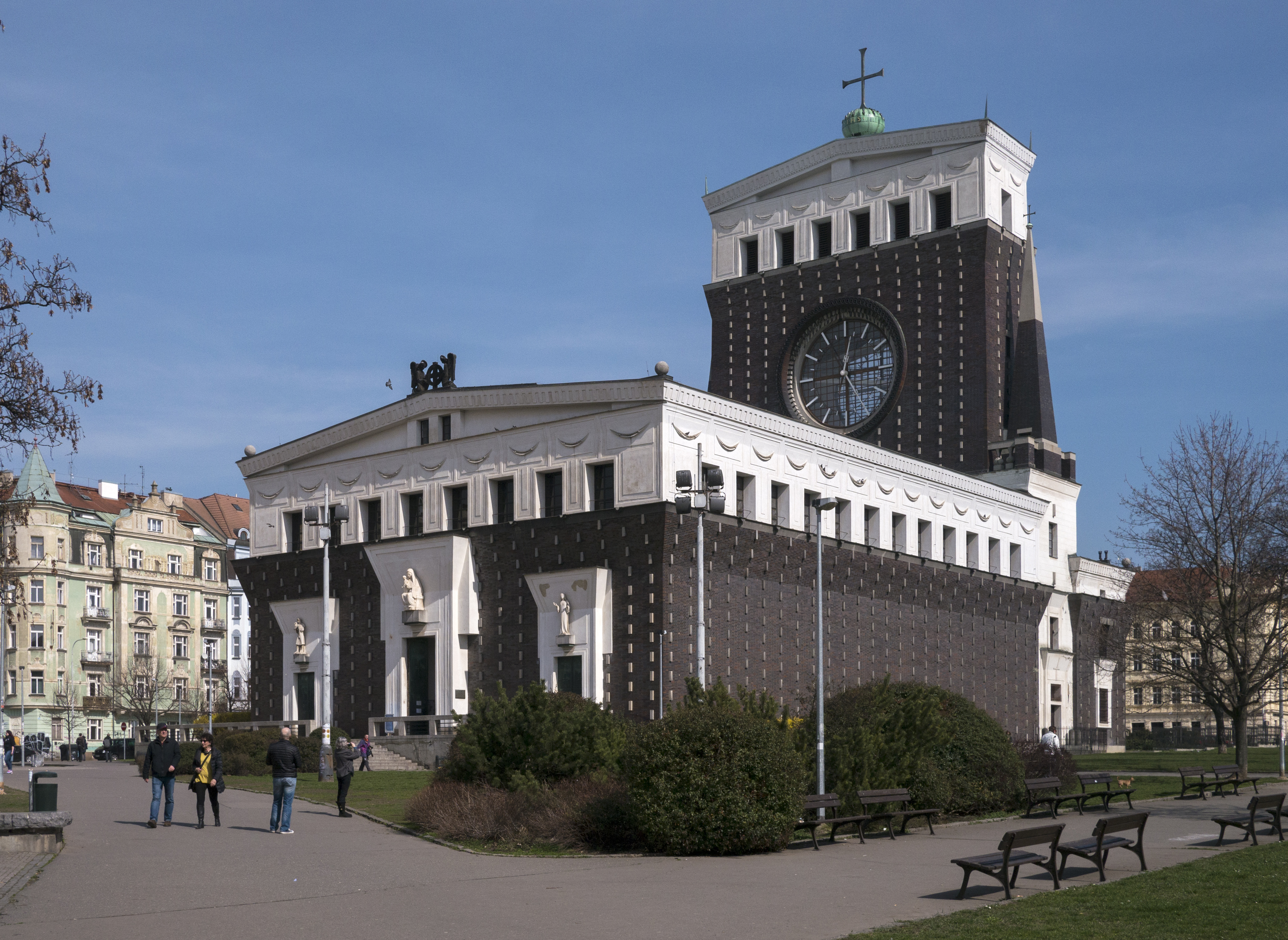
Церковь Святейшего сердца Иисуса. 1932. Прага

## Список архитектурных проектов
- Дом Лангера в Вене (1902)
- Дом Штеггассе в Вене (1902)
- Захерлхаус в Вене (1903—1905)
- Фонтан Святого Карла в Вене (1906—1909)
- Церковь Святого Духа в Вене (1908—1913)
- Стадион Бежиград в Любляне (1923—1939)
- Церковь святого Франциска Ассизского в Любляне (1925—1927)
- Здание банка в Целе (1927—1930)
- Церковь святого Антония Падуанского в Белграде (1928—1932)
- Здание страховой компании в Любляне (1928—1939)
- Тройной мост в Любляне (1929—1932)
- Петушиный мост в Любляне (1931)
- Трновский мост (1932)
- Реконструкция Пражского Града (I и III дворы, сады, интерьеры)
- Церковь Пресвятого Сердца Господня на Виноградах в Праге (1928—1930)
- Национальная и Университетская библиотека в Любляне (1936—1941)
- Церковь Св. Михаила с колокольней в Любляне (1937—1939)
- Городской рынок в Любляне (1940—1944)
- Парламент Словении (проект) (1947)
- Кладбище Жале в Любляне (1937—1940)
- Церковь Посещения в Поникве (1958)